# Rydboholms SK
Rydboholms SK, bildad 19 februari 1929, är en svensk sportklubb från Viskafors, Borås kommun. Bland initiativtagarna fanns Arne Eriksson, som efter något år blev klubbens ordförande, och därefter innehade uppdraget i 56 år. 
Klubben hade i början omkring 20 medlemmar och hade då skidsport på sitt program. Snart utökades verksamheten. Först tillkom friidrott, en verksamhet som länge var stor inom klubben. Flera framgångsrika friidrottare har tävlat för klubben. Under 1940-talet och 1950-talet arrangerades de internationella friidrottstävlingarna "Rydboholmsspelen" på SE-vallen. 
Klubben började senare även utöva fotboll, orientering, bandy, varpa, bordtennis och gymnastik. Vissa grenar fanns bara på programmet en kort period. Under 1990-talet har klubben även börjat utöva innebandy. Dessutom har idrottsskolan tagits upp på programmet. Klubben har ett herrlag i fotboll som spelar i Division 5 Södra.
Klubbens idrottsplats, tillika fotbollslagets hemmaplan, heter Sven Erikssons-vallen.
Kända spelare som spelat i Rydboholms SK:
- Johan Wiland  (?-1997)
- Edier Frejd   (?-?)